# Шоу Бетт Мидлер
«Шоу Бетт Мидлер» (англ. The Bette Midler Show) — специальный телевизионный эпизод, посвящённый одному из концертов американской певицы и актрисы Бетт Мидлер, который был проведён в рамках тура The Depression Tour. Режиссёром выступил Том Трбович, сценарий написали Джерри Блатт и Брюс Виленч.
Запись проходила в Кливленде, Огайо, в местном Мюзик-холле в феврале 1976 года.
Продюсеру Аарону Руссо удалось заключить сделку с телеканалом на условии, что в телеверсии будет минимум цензуры (насколько это позволяет формат), и сохранится оригинальный хронометраж в 134 минуты. Спецвыпуск был показан впервые на телеканале HBO 19 июня 1976 года. Премьера сопровождалась высокими телерейтингами, поэтому уже 21 июня шоу повторно вышло в эфир. Концерт также получил положительные отзывы критиков. Спустя год, в июне 1977 года была выпущена аудиоверсия концерта — альбом Live at Last.
Оригинальная трансляция HBO длилась 134 минуты, включая материал с обоих её выступлений в Кливленде и пятиминутный антракт. Когда спецвыпуск был выпущен на VHS, Betamax и CED в 1984 году компанией Embassy Home Video, то он был сильно сокращен — до 84 минут. Были вырезаны номера «Birds», «Shiver Me Timbers», «Story of Nanette», музыкальные номера The Harlettes и некоторые шутки.

## Создатели
| Музыканты - Бетт Мидлер — лид-вокал - Группа The Harlettes — бэк-вокал: - Шэрон Редд - Ула Хедвиг - Шарлотта Кроссли - Оркестр Betsy and the Blowboys: - Дон Йорк — генеральмузикдиректор, клавишные - Лу Волп — гитара - Майлс Краснер — труба - Ричард Трифан — клавишные - Франциско Чентено — бас-гитара - Айра «Бадди» Уильямс — ударные - Джозеф Меро — ударные - Ярослав Якубович — духовые - Элизабет Кейн — арфа | Съёмочная группа - Том Трбович — режиссёр - Джерри Блатт — сценарист - Брюс Виленч — сценарист - Аарон Руссо — продюсер - Билл Бреширс — монтажёр - Роберт Де Мора — художник-постановщик - Тони Уолтон — художник-постановщик - Джек Малкен — звукорежиссёр |